# Котовиці (Лодзинське воєводство)
Котовиці (пол. Kotowice) — село в Польщі, у гміні Зґеж Зґерського повіту Лодзинського воєводства.